# Fajah Lourens
Pour les articles homonymes, voir Lourens et Black.
Fajah Lourens, connue sous le nom de scène Hanna Black, née le 3 juillet 1981 à Amsterdam, est une actrice, mannequin, écrivaine, disc jockey et sportive néerlandaise.

## Filmographie

### Cinéma
- 2011 : Payback: The Amsterdam Ultimatum (en) : Agent Brandt
- 2012 : Als je verliefd wordt (nl) : Patty
- 2013 : Bas & Ben Bang : Fredau

### Téléfilms
- 2001 : Costa! (nl): Judith
- 2002–2005 : Goede tijden, slechte tijden : Yasmin Sanders-Fuentes
- 2004 : Costa! (nl) : Deux rôles (Annette et Chantal)
- 2004 : Kees & Co (nl): Elle-même
- 2006 : Shouf Shouf! (nl): Kelly
- 2010 : Voetbalvrouwen (nl) : Sherry
- 2012 : Expeditie Robinson (nl) : Elle-même
- 2014 : Smaken verschillen : Présentatrice
- 2015 : Wie Doet De Afwas : Elle-même